# Saison 3 de Bones
Chronologie
Saison 2 Saison 4
Cet article présente les quinze épisodes de la troisième saison de la série télévisée américaine Bones.

## Généralités
Cette troisième saison, composée de 15 épisodes, a été réduite du fait de la grève de la Writers Guild of America survenue entre novembre 2007 et février 2008.

## Synopsis
Une experte en anthropologie, Temperance Brennan, et son équipe à l'institut Jefferson (une allusion au Smithsonian Institution) est appelée à travailler en collaboration avec le FBI dans le cadre d'enquêtes criminelles, lorsque les méthodes classiques d'identification des corps ont échoué. Temperance travaille à partir des squelettes (d'où son surnom éponyme de la série : Bones, qui signifie « ossements », en anglais).
Celle-ci est épaulée par un agent du FBI, Seeley Booth, avec lequel elle entretient des rapports tantôt conflictuels, tantôt complices voire plus. Elle s'appuie également sur son équipe de scientifiques : Angela Monténégro, sa meilleure amie, qui a inventé un logiciel pour reconstituer une scène de crime en images tridimensionnelles ; le Dr Jack Hodgins, expert en insectes, spores et minéraux ; le Dr Camille Saroyan, expert légiste, sa supérieure hiérarchique et l'assistant de Brennan, Zack Addy, jeune surdoué. Il y a également le Dr Lance Sweets, jeune psychologue qui collabore avec Booth sur les techniques d'interrogatoire et de profilage.

## Distribution

### Acteurs principaux
- Emily Deschanel (VF : Louise Lemoine Torrès) : Dr Temperance « Bones » Brennan
- David Boreanaz (VF : Patrick Borg) : agent spécial Seeley Joseph Booth
- Michaela Conlin (VF : Chantal Baroin) : Angela Montenegro
- T.J. Thyne (VF : Thierry Kazazian) : Dr Jack Hodgins
- Eric Millegan (VF : Taric Mehani) : Dr Zack Addy
- Tamara Taylor (VF : Annie Milon) : Dr Camille Saroyan
- John Francis Daley (VF : Damien Ferrette) : Dr Lance Sweets[1],[2]

### Acteurs récurrents
- Patricia Belcher (VF : Claudine Mauffray) : Caroline Julian (6 épisodes)
- Ryan O'Neal (VF : Hervé Jolly) : Max Keenan (4 épisodes)
- Loren Dean (VF : Stéphane Pouplard) : Russ Brennan (3 épisodes)
- Ty Panitz : Parker Booth (1 épisode)

## Liste des épisodes
1. Illuminati
2. La Relève
3. Monsieur Ed
4. Partenaires
5. Super héros
6. Un meurtrier parmi nous
7. Retour vers le futur
8. Gormogon
9. La Magie de Noël
10. À toute vitesse
11. L'Esprit d'équipe
12. Lorsque l'enfant paraît…
13. La Raison et le Cœur
14. Mélodie pour un meurtre
15. L'Apprenti

### Épisode 1:Illuminati
- États-Unis : 25 septembre 2007 sur FOX
- Canada : 26 septembre 2007 sur Global[3]
- Québec : 14 octobre 2008 sur Séries+
- Belgique : 11 novembre 2008 sur RTL-TVI
- France : 23 janvier 2009 sur M6

- États-Unis : 8,40 millions de téléspectateurs[4] (première diffusion)

- Patricia Belcher (Caroline Julian)
- Eugene Byrd (Dr Clark Eddison)
- Nathan Dean (Charlie Burns)
- Suzanne Ford (Rona Sumner)
- Michael Canavan (Leo Sumner)
- Raphael Sbarge (Doug Doyley)
- Andrew James Allen (Jason Harkness)
- Cynthia Preston (Amelia Trattner)
- J. Skylar Testa (Sk8r Driver)
- Robin Hines (Sk8r Gurl)
- Adam Weisman (Sk8r Boy)
- Dwayne Macopson (D.C. Beat Cop)
- Zev McAllister (Gavin Nichols)

### Épisode 2:La Relève
- États-Unis : 2 octobre 2007 sur FOX
- Québec : 21 octobre 2008 sur Séries+
- Belgique : 11 novembre 2008 sur RTL-TVI
- France : 23 janvier 2009 sur M6

- États-Unis : 7,98 millions de téléspectateurs[5] (première diffusion)

- Patricia Belcher (Caroline Julian)
- Ryan O'Neal (Max Keenan)
- David Greenman (FBI Forensic Tech)
- Deborah Zoe (Special Agent Katherine Frost)
- Erich Anderson (Jeremy Nash)
- Ron Canada (Special Agent Sam Reilly)
- Richard Cox (Attorney Leonard Huntzinger)
- Chris Tardio (Danny Valenti)
- Scout Taylor-Compton (Celia Nash)
- Susan Rohrer (June Harris/Amy Nash)

### Épisode 3:Monsieur Ed
- États-Unis : 9 octobre 2007 sur FOX
- Québec : 28 octobre 2008 sur Séries+
- Belgique : 18 novembre 2008 sur RTL-TVI
- France : 23 janvier 2009 sur M6

- États-Unis : 8,48 millions de téléspectateurs[6] (première diffusion)

- Michael Cudlitz (Lucky)
- Jay Jablonski (Tom Mularz)
- Christina Cox (Annie Okley)
- Anne-Marie Johnson (Dr Jasper)
- Rik Young (Calvin « Thor » Johnson)
- Bess Meyer (Alice Milner)
- Bashir Salahuddin (Counselor)
- Dave Marlin (Aaron)
- Miles Heizer (Joey)

### Épisode 4:Partenaires
- États-Unis : 23 octobre 2007 sur FOX
- Québec : 4 novembre 2008 sur Séries+
- Belgique : 18 novembre 2008 sur RTL-TVI
- France : 30 janvier 2009 sur M6

- États-Unis : 8,94 millions de téléspectateurs[7] (première diffusion)

- Robert Blesse (Charlie Rogan)
- Erin Chambers (Kat Curtis)
- Denise Crosby (Margie Curtis)
- Gill Gayle (Gavin Lee)
- Scoot McNairy (Noel Liftin)
- Beth Grant (Lizbeth Harding)
- Christopher Darga (Andrew Harding)
- Cameron Watson (Lyndon Page)
- Derwin Jordan (Tim Peck)
- Darren O'Hare (Clay Ansley)
- Burnadean Jones (FBI Forensic Tech)

### Épisode 5:Super héros
- États-Unis : 30 octobre 2007 sur FOX
- Québec : 11 novembre 2008 sur Séries+
- Belgique : 25 novembre 2008 sur RTL-TVI
- France : 30 janvier 2009 sur M6

- États-Unis : 8,85 millions de téléspectateurs[8] (première diffusion)

- Rider Strong (Gregg Liscombe)
- Jake Austin Walker (Matty)
- Terry Rhoads (Dr Potoska)
- Charles Porter (Deputy)
- Vince Grant (Pastor Bill Jonas)
- Andre Roman (Toby)
- Judy Prescott (Margie Shaw)
- Paul Cassell (Don Shaw)
- Nathan Anderson (EMT Pete Geller)
- Laurence Cohen (Dan Hauser)
- Maia Madison (Breathless Woman)
- David Greenman (FBI Forensic Tech Marcus Geier)
- Caker Folley (Lola)
- Lynsey Bartilson (Sandy Evans)
- Nathan Dean (FBI Agent Charlie Burns)
- Ashley Selich (Megan Shaw)
- Scott Barry (Dispatcher)
- Azura Skye (Amber Kippler)

### Épisode 6:Un meurtrier parmi nous
- États-Unis : 6 novembre 2007 sur FOX
- Québec : 18 novembre 2008 sur Séries+
- Belgique : 25 novembre 2008 sur RTL-TVI
- France : 6 février 2009 sur M6

- États-Unis : 9,52 millions de téléspectateurs[9] (première diffusion)

- Rochelle Aytes (Felicia Saroyan)
- Terrell Tilford (Dr Kyle Aldridge)
- Tom Virtue (Dr Ted Reardon)
- Scott Allen Rinker (Dr Evan Klimkew)
- Xander Berkeley (Dr Harlan Bancroft)
- Sam Jones III (Tyler Neville)
- J.R. Nutt (Nick)
- E.E. Bell (Phil)
- David Greenman (FBI Forensic Tech Marcus Geier)
- Millie Huckabee (Kristen Reardon)

### Épisode 7:Retour vers le futur
- États-Unis : 13 novembre 2007 sur FOX
- Belgique : 2 décembre 2008 sur RTL-TVI
- Québec : 25 novembre 2008 sur Séries+
- France : 6 février 2009 sur M6

- États-Unis : 9,12 millions de téléspectateurs[10] (première diffusion)

- John Francis Daley (Dr Lance Sweets)
- Patrick Fabian (Terry Stinson)
- Kristin Bauer (Janelle Stinson)
- Patrick Fischler (Gil Bates)
- Houston Graham (Roger Dillon/Alex Stinson)
- Ray Baker (Daniel Dillon)
- Rick Ravanello (John Adamson)
- Stephon Fuller (Darwin Banks)
- Diane Kim (Woman in Crowd)
- Russell B. McKenzie (Guy in Crowd)
- Ed Ackerman (Cop in Crowd)
- Chris B. Hunter (Young Terry)
- Katie Gill (Young Janelle)
- Robbie Moore (Young Gil)

- Retour de John Francis Daley dans le rôle du Dr Lance Sweets, en tant que personnage principal.
- On notera que l'ami de la jeune victime qui aurait pu devenir un informaticien très riche se prénomme Gill Bates (clin d’œil à Bill Gates) de plus, pendant l'intro une personne l'appelle Bill par erreur.

### Épisode 8:Gormogon
- États-Unis : 20 novembre 2007 sur FOX
- Belgique : 2 décembre 2008 sur RTL-TVI
- Québec : 2 décembre 2008 sur Séries+
- France : 6 février 2009 sur M6

- États-Unis : 8,70 millions de téléspectateurs[11] (première diffusion)

- Ryan O'Neal (Max Keenan)
- Loren Dean (Russ Brennan)
- Patricia Belcher (Caroline Julian)
- John Francis Daley (Dr Lance Sweets)
- Bell Wohl (Amy Hollister)
- Nathan Dean (Charlie Burns)
- Skye Casey Arens (Hayley Hollister)
- Ray Abruzzo (Ray Porter)
- Eric K. George (Mark Naylor)
- Joe Jefferson (Arthur Graves)
- David Brisbin (Juge Watkins)
- Roxana Brusso (Parole Officer Erica Davis)
- Leon Russom (Archbishop Stephen Wallace)
- Carlease Burke (Joyce Hewitt)
- Leo J. Clark (FBI Agent)
- Grace Junot (Court Officer)
- James Immekus (Tom Duxbury)

### Épisode 9:La Magie de Noël
- États-Unis : 27 novembre 2007 sur FOX
- Belgique : 9 décembre 2008 sur RTL-TVI
- Québec : 9 décembre 2008 sur Séries+
- France : 13 février 2009 sur M6

- États-Unis : 9,62 millions de téléspectateurs[12] (première diffusion)

- John Francis Daley (Dr Lance Sweets)
- Ryan O'Neal (Max Keenan)
- Loren Dean (Russ Brennan)
- Patricia Belcher (Caroline Julian)
- Bess Wohl (Amy Hollister)
- Antonia Michael Fuller (Emma Hollister)
- Skye Casey Arens (Hayley Hollister)
- Ty Panitz (Parker Booth)
- Reginald VelJohnson (Dale Owens)
- David DeLuise (Santa Jeff Mantell)
- Ernie Grunwald (Santa Fred Spivak)
- Donovan Scott (Santa Larry)
- Martin Chow (Santa Chung)
- David Doty (Ralph Harley)
- David Ackert (Marty Moussa)
- Robert Dahey (Chinese Waiter)
- Kacie Borrowman (Little Person Elf)
- Alessandra Torresani (Teenaged Girl Elf)

### Épisode 10:À toute vitesse
- États-Unis /  Canada : 14 avril 2008 sur FOX / Global
- Belgique : 9 décembre 2008 sur RTL-TVI
- Québec : 16 décembre 2008 sur Séries+
- France : 20 février 2009 sur M6

- États-Unis : 8,54 millions de téléspectateurs[13] (première diffusion)

- Chris William Martin (Garth Jodrey)
- Abigail Spencer (Phillipa Fitz)
- Wings Hauser (Lenny Fitz)
- M. C. Gainey (Braxton Smalls)
- Channon Roe (Danny Fitz)
- Andrew Lawrence (Tim)
- Alicia Ziegler (Chandler)
- Christopher May (Park Ranger)
- John Edward Lee (Tripp Goddard)
- Burnadean Jones (FBI Forensic Tech)
- Darlena Tejeiro (FBI Motor Tech Opal Warneke)
- Senta Moses (April Presa)

### Épisode 11:L'Esprit d'équipe
- États-Unis /  Canada : 21 avril 2008 sur FOX / Global
- Belgique : 16 décembre 2008 sur RTL-TVI
- Québec : 6 janvier 2009 sur Séries+
- France : 27 février 2009 sur M6

- États-Unis : 8,64 millions de téléspectateurs[14] (première diffusion)
- Canada : 1,361 million de téléspectateurs[15]

- James Black (Jack Cutler)
- Mekia Cox (Celeste Cutler)
- Michael McGrady (Coach Morse)
- Jamil Walker Smith (Colby Page)
- Daniel Roebuck (George Francis)
- Erik von Detten (Ed Dekker)
- Whitney Anderson (Dallas Verona)
- Taylor Kinney (Jimmy Fields)
- Michelle Page (Justine Berry)
- Stephanie Charles (Kamaria Manning)
- Nathan Dean (Charlie Burns)
- David Greenman (FBI Tech)

### Épisode 12:Lorsque l'enfant paraît…
- États-Unis /  Canada : 28 avril 2008 sur FOX / Global
- Belgique : 16 décembre 2008 sur RTL-TVI
- Québec : 13 janvier 2009 sur Séries+
- France : 6 mars 2009 sur M6

- États-Unis : 9,68 millions de téléspectateurs[17] (première diffusion)
- Canada : 1,461 million de téléspectateurs[18]

- Nathan Dean (Charlie Burns)
- Cameron Dye (Lou Taylor)
- Austin O'Brien (Jimmy Grant)
- Becky Wahlstrom (Carol Grant)
- Thomas F. Wilson (Chip Barnett)
- Ronald William Lawrence (Terry)
- James C. Victor (Rich)
- Frank Clem (Earl Delancy)
- Steve Seagren (Sheriff Delpy)
- James Lashly (Paul)
- Sheila Shaw (Dorothy)
- Clement E. Blake (Homeless Man)

### Épisode 13:La Raison et le Cœur
- États-Unis /  Canada : 5 mai 2008 sur FOX / Global
- Belgique : 6 janvier 2009 sur RTL-TVI
- Québec : 20 janvier 2009 sur Séries+
- France : 13 mars 2009 sur M6

- États-Unis : 8,13 millions de téléspectateurs[19] (première diffusion)

- Patricia Belcher (Caroline Julian)
- Ryan O'Neal (Max Keenan)
- Loren Dean (Russ Brennan)
- Ernie Hudson (David Barron)
- Eugene Byrd (Dr Clark Edison)

### Épisode 14:Mélodie pour un meurtre
- États-Unis /  Canada : 12 mai 2008 sur FOX / Global
- Belgique : 6 janvier 2009 sur RTL-TVI
- Québec : 27 janvier 2009 sur Séries+
- France : 20 mars 2009 sur M6

- États-Unis : 9,42 millions de téléspectateurs[20] (première diffusion)
- Canada : 1,479 million de téléspectateurs[21]

- Ace Young (Tommy Sour)
- Brandon Rogers (Broadway Wannabe)
- Ethan Phillips (Jerry Lincoln)
- Ian Reed Kesler (Chris Calabasa)
- Geoff Meed (Dax)
- Christina Ulloa (Helen)
- Corbin Allred (Adam Matthews)
- Jennifer Hasty (Pam Nunan)
- Kent Faulcon (Dr Jason Bergman)
- Joshua Weinstein (Mitchell)
- Glenn Rosenblum (Piano Man)
- Jessa French (Emma Von Helberg)

### Épisode 15:L'Apprenti
- États-Unis /  Canada : 19 mai 2008 sur FOX / Global
- Belgique : 6 janvier 2009 sur RTL-TVI
- Québec : 3 février 2009 sur Séries+
- France : 27 mars 2009 sur M6

- États-Unis : 10,15 millions de téléspectateurs[22] (première diffusion)

- Patricia Belcher (Caroline Julian)
- Donnie Jeffcoat (Howie Madison)
- David Greenman (FBI Forensic Tech Marcus Geier)
- Graham Miller (Grad Student #1)
- Alain Uy (Grad Student #2)
- Megan Paul (Grad Student #3)
- Jill Arrington (Attractive Newswoman)

## Informations sur le coffretDVD
- Titre : Bones saison 3
- Éditeur : 20th Century Fox
- Nombres d'épisodes : 15 épisodes (de 45 min)
- Nombres de disques : 4
- Format : 1.78
- Audio :
- Langues : anglais, français, espagnol
- Sous-Titres : Anglais, Français, Espagnol
- Durée : environ 11 h 20 min
- Bonus : La scène explosive du baiser de l'épisode "La magie de Noël". Scènes coupées inédites. Bêtisier. Commentaires audio.